# Spechtschaden

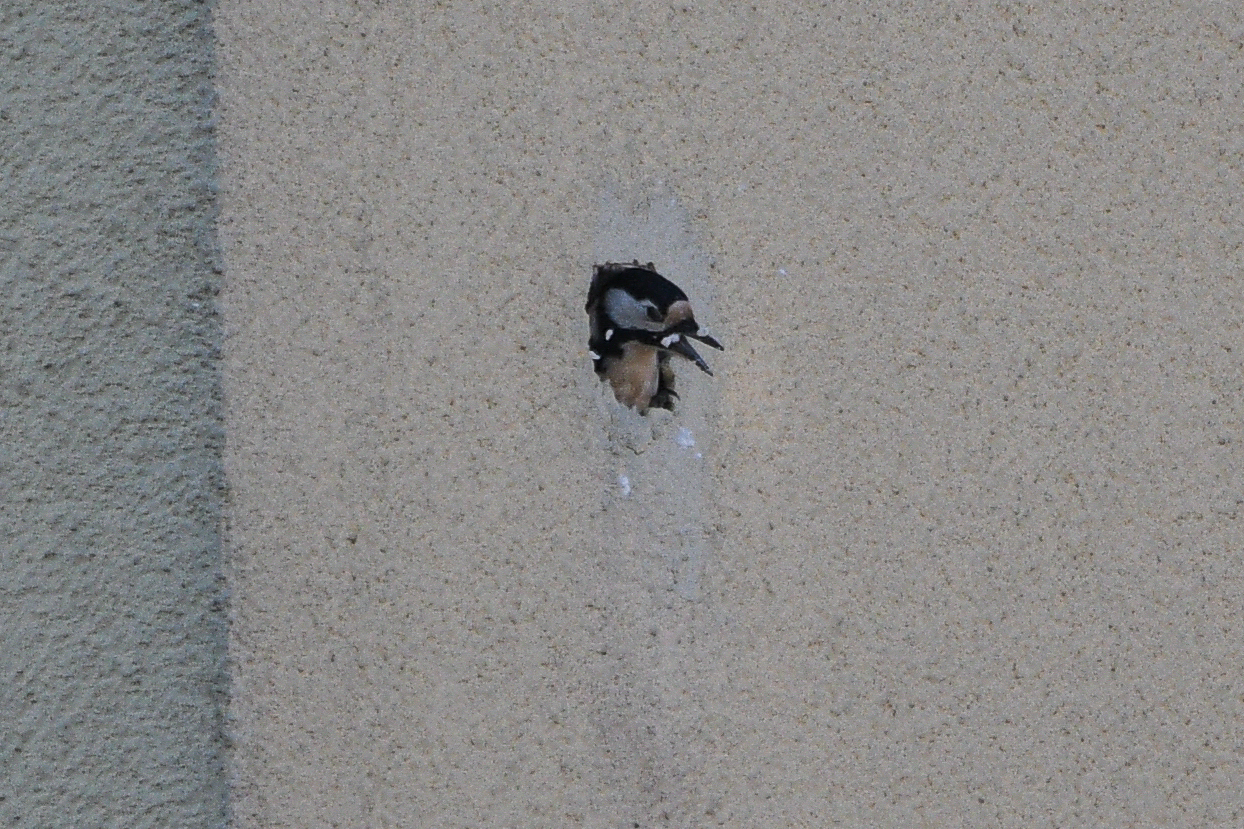
Buntspecht in Hauswand beim Auswerfen von Polystyrol

Ein Spechtschaden ist ein Schaden, den Spechte an Hausfassaden verursachen. Auch Fassaden mit einem sogenannten Wärmedämmverbundsystem sind betroffen. Die Spechte suchen ihre Nahrung auch an Hausfassaden, an denen sich Insekten, Spinnen oder Asseln aufhalten. Weil das Picken auf das Wärmedämmverbundsystem ähnlich hohl klingt wie das Picken auf einen hohlen oder von Insekten befallenen trockenen Baum, picken sie weiter, denn sie sind auf der Suche nach Futter. Außerdem dient das Trommeln auch dazu, das Revier zu markieren oder Geschlechtspartner anzulocken (Balzverhalten). Manchmal legen sie im Dämmmaterial unter dem Putz, als wäre es in morschem bzw. altem Holz, ihre Nisthöhlen an.
Auch das Aufhacken von zum Meisenschutz gedachten Nistkästen ist unter Spechtschaden zu fassen sowie das Plündern der Vogelnester. Abhilfe schaffen um das Einflugloch befestigte Blechstücke.
Gelegentlich werden auch Bienenstöcke von Spechten (vornehmlich Grün- und Buntspecht) aufgehackt. Dabei sind Styropor- und Holzbeuten gleichermaßen betroffen.
Insektenhotels, die aufgrund der proteinreichen Mauerbienenlarven ein beliebtes Ziel für Spechte sind, können mithilfe von Kaninchendraht geschützt werden.